# جوزيف إس. ليمان
جوزيف إس. ليمان (بالإنجليزية: Joseph S. Lyman)‏ هو محامي وسياسي أمريكي، ولد في 14 فبراير 1785، وتوفي في 21 مارس 1821 في كوبرستاون في الولايات المتحدة. انتخب عضو مجلس النواب الأمريكي.